# CCDC78
CCDC78 (англ. Coiled-coil domain containing 78) – білок, який кодується однойменним геном, розташованим у людей на короткому плечі 16-ї хромосоми. Довжина поліпептидного ланцюга білка становить 438 амінокислот, а молекулярна маса — 48 521.
| 10         |  | 20         |  | 30         |  | 40         |  | 50         |
| ---------- |  | ---------- |  | ---------- |  | ---------- |  | ---------- |
| MEHAATTGPR |  | PGPPSRRVEN |  | VVLRAKDWLP |  | GAPGGTAVWA |  | TSLEAEVPPD |
| LALNKEQQLQ |  | ISKELVDIQI |  | TTHHLHEQHE |  | AEIFQLKSEI |  | LRLESRVLEL |
| ELRGDGTSQG |  | CAVPVESDPR |  | HPRAAAQELR |  | HKAQVPGHSD |  | DHRFQVQPKN |
| TMNPENEQHR |  | LGSGLQGEVK |  | WALEHQEARQ |  | QALVTRVATL |  | GRQLQGAREE |
| ARAAGQRLAT |  | QAVVLCSCQG |  | QLRQAEAENA |  | RLQLQLKKLK |  | DEYVLRLQHC |
| AWQAVEHADG |  | AGQAPATTAL |  | RTFLEATLED |  | IRAAHRSREQ |  | QLARAARSYH |
| KRLVDLSRRH |  | EELLVAYRAP |  | GNPQAIFDIA |  | SLDLEPLPVP |  | LVTDFSHRED |
| QHGGPGALLS |  | SPKKRPGGAS |  | QGGTSEPQGL |  | DAASWAQIHQ |  | KLRDFSRSTQ |
| SWNGSGHSCW |  | SGPRWLKSNF |  | LSYRSTWTST |  | WAGTSTKS   |  |            |

A: Аланін

C: Цистеїн

D: Аспарагінова кислота

E: Глутамінова кислота

F: Фенілаланін

G: Гліцин

H: Гістидин

I: Ізолейцин

K: Лізин

L: Лейцин

M: Метіонін

N: Аспарагін

P: Пролін

Q: Глутамін

R: Аргінін

S: Серин

T: Треонін

V: Валін

W: Триптофан

Задіяний у таких біологічних процесах, як біогенез та деградація війок, альтернативний сплайсинг. 
Локалізований у клітинній мембрані, цитоплазмі, цитоскелеті, мембрані, саркоплазматичному ретикулумі.